# Theodoros Baef
Theodoros Baef (griechisch Θεόδωρος Μπάεφ, * 31. Mai 1977 in Nowa Sagora, Bulgarien) ist ein ehemaliger griechischer Volleyballspieler, bulgarischer Herkunft.

## Karriere
Theodoros Baef, der bei einer Körpergröße von 2,00 m auf der Position des Außenangreifer spielt, begann 1989 bei Lokomotiv Zagora mit dem Volleyball spielen, nachdem er sich zuvor mit dem Schwimmsport und Tennis beschäftigt hatte. Bei Lokomotiv spielte Baef wegen seiner im Vergleich zu seinen Mitspielern geringen Körpergröße auf der Position des Zuspielers und wechselte 1991 auf die Sportschule Vasil Lefski in Plowdiw, die zuvor auch seine Eltern besuchten. 1993 unterschrieb Baef bei Ethnikos Alexandroupolis in Griechenland seinen ersten Profivertrag und erlebte dort am 16. Oktober des gleichen Jahres bei einem 3:2-Heimsieg über Iraklis Thessaloniki im Alter von 16 Jahren sein Debüt in der griechischen Profiliga. Nach einem vierjährigen Aufenthalt bei Orestiada wechselte Baef im Sommer 2001 zu Iraklis Thessaloniki und schaffte dort in den folgenden Jahren seinen sportlichen Durchbruch. Neben zwei Griechischen Meisterschaften (2002, 2005) gewann Baef auch dreimal den Pokal (2002, 2004, 2005) sowie den Griechischen Supercup (2005). Im gleichen Zeitraum qualifizierte sich Baef mit seinem Verein auf europäischer Ebene zweimal für das Final Four Turnier der Indesit European Champions League. 2005 hatte Iraklis dabei die erfolgreichste Saison und schaffte den zweiten Platz beim höchsten europäischen Volleyballwettbewerb. Nur wenige Monate später wechselte Baef, der mittlerweile Mannschaftskapitän von Iraklis Thessaloniki war, zu Panathinaikos Athen. Schon in seiner ersten Saison in Athen konnte Baef ein weiteres Mal die Meisterschaft sowie den Supercup gewinnen. Zudem qualifizierte sich Baef für das Final Four Turnier des Top Teams Cups und erreichte mit Panathinaikos dort den dritten Platz.
Nachdem Theodoros Baef für die Juniorenauswahl Griechenlands gespielt hatte und mit dieser mehrere fünfte Plätze bei Europameisterschaften und der Weltmeisterschaft 1995 in Malaysia erreicht hatte, war er seit 1995 ein fester Bestandteil der griechischen Männer-Nationalmannschaft. Sein Debüt gab er dabei bei einem 3:0-Sieg über Lettland in Athen. Neben der Teilnahme an mehreren Welt- und Europameisterschaften sowie der Weltliga gehörten die Olympischen Spiele 2004 in Athen zu den Höhepunkten seiner Laufbahn.
| Zeitraum  | Verein                   |
| --------- | ------------------------ |
| 1989–1991 | Lokomotiv Zagora         |
| 1991–1993 | Sportschule Plovdiv      |
| 1993–1997 | Ethnikos Alexandroupolis |
| 1997–2001 | AO Orestiada             |
| 2001–2005 | Iraklis Thessaloniki     |
| 2005–2007 | Panathinaikos Athen      |
| 2007–2008 | Al-Ahli                  |
| 2008–2009 | Halkbank Ankara          |

## Titel
- Griechischer Meister: 2002, 2005, 2006
- Griechischer Pokalsieger: 2002, 2004, 2005, 2007
- Griechischer Supercup: 2005, 2006

## Auszeichnungen
- Bester Angreifer der Junioren-EM: 1995
- MVP der griechischen Liga: 2002